# Liste der Monuments historiques in Épinay-sur-Orge
Die Liste der Monuments historiques in Épinay-sur-Orge führt die Monuments historiques in der französischen Gemeinde Épinay-sur-Orge auf.

## Liste der Bauwerke
| Bezeichnung                     | Beschreibung | Standort                   | Kennzeichnung | Schutzstatus | Datum | Bild |
| ------------------------------- | ------------ | -------------------------- | ------------- | ------------ | ----- | ---- |
| Borne de la Première République | Meilenstein  | Jardin de la mairie (Lage) | PA00087891    | Inscrit      | 1929  |      |
| Domaine de Sillery              |              | Rue de Charaintru (Lage)   | PA91000009    | Inscrit      | 2006  |      |

## Liste der Objekte

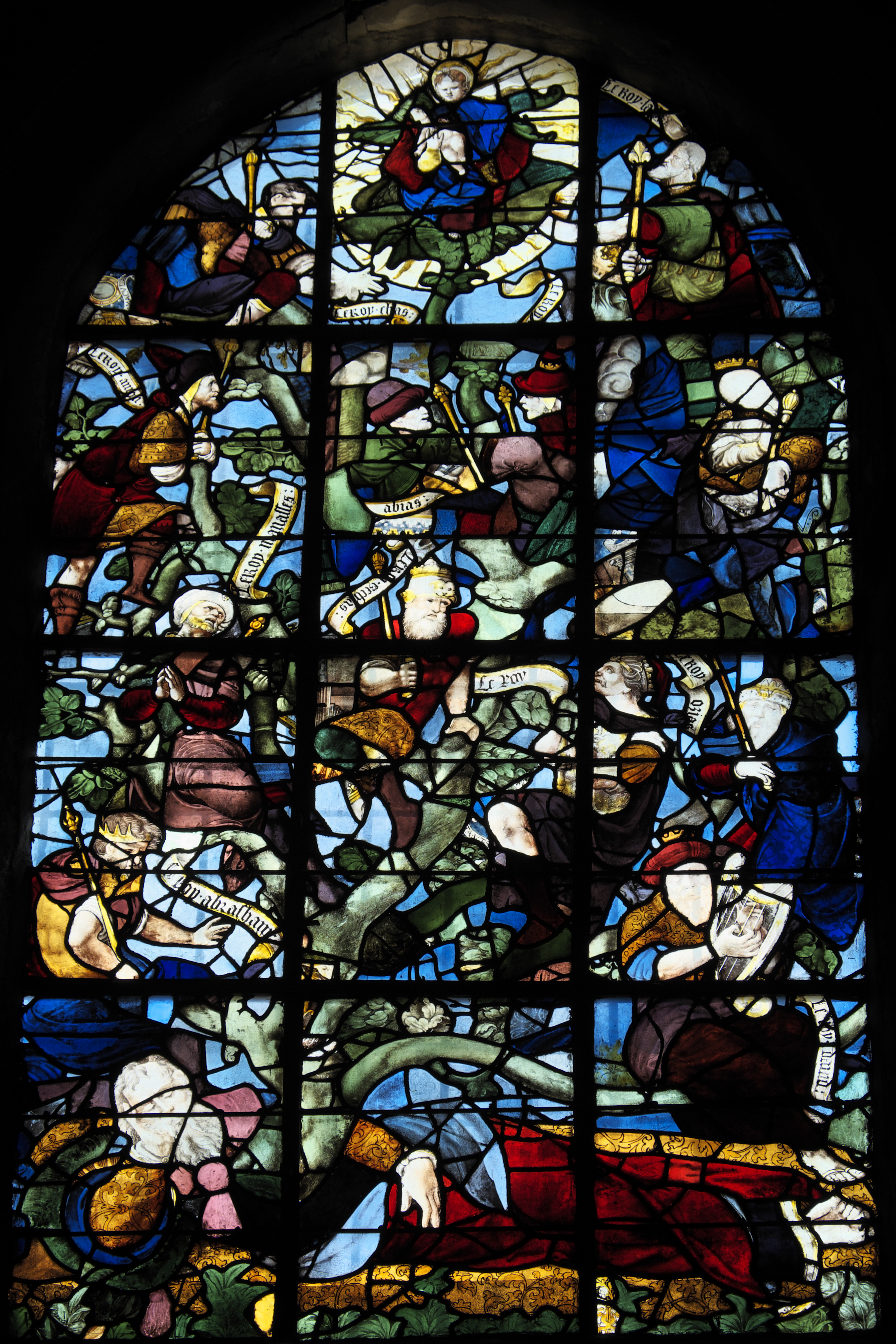
Wurzel-Jesse-Fenster (16. Jahrhundert) in der Kirche St-Leu-St-Gilles

- Monuments historiques (Objekte) in Épinay-sur-Orge der Base Palissy des französischen Kultusministeriums